# Coronation Anthems

Les Hymnes du couronnement (Coronation Anthems) furent composés par Georg Friedrich Haendel (1685–1759).

## Histoire
Un des derniers actes du roi George Ier de Grande-Bretagne avant de mourir en 1727 fut de signer "un Acte de naturalisation de George Frideric Haendel et d'autres". La première commande passée à Haendel, en tant que citoyen britannique nouvellement naturalisé, consistait à écrire la musique du couronnement qui eut lieu plus tard dans la même année. Dès leur création, les quatre hymnes composés pour le couronnement du roi George II de Grande-Bretagne et de la reine Caroline le 11 octobre 1727 ont eu la faveur populaire ; ils ont été régulièrement rejoués dans des concerts et festivals durant sa vie et même après. Il en reprit des extraits substantiels, sans beaucoup de changement hormis le texte, dans plusieurs oratorios, notamment Esther et Deborah. Deux hymnes furent rejoués en 1748, à l'occasion du concert d'inauguration de l'Holywell Music Room d'Oxford, salle consacrée à la musique de chambre.
Leur succès a peut-être contribué à l'image populaire de Haendel en tant que compositeur exigeant un nombre très important de chanteurs et d'instruments (plus il y en a, mieux c'est), personnage stigmatisé par Berlioz comme un baril de porc et de bière. En pratique, Haendel a souvent adapté sa musique à l'occasion et au cadre pour lesquels elle était écrite, et aucune occasion n'aurait pu être plus grande qu'un couronnement. Le style cérémonieux des Hymnes diffère de sa musique pour le théâtre en quelque sorte comme sa musique de feux d'artifice, conçue pour l'interprétation en extérieur, diffère des concertos instrumentaux. Il est complètement extraverti dans la tonalité, gérant les masses et les contrastes importants plutôt que la couleur délicate : il n'allait pas gaspiller son énergie à des points de détail au milieu des réverbérations spatiales de l'abbaye.
Les moyens dont il disposa étaient importants pour l'époque : le chœur de la Chapelle royale fut augmenté de 47 personnes avec  un orchestre qui a peut-être atteint 160 personnes ! Par moments, le chorus était divisé en 6 ou 7 groupes (les ténors restant unis) et un grand corps de cordes comprenait trois groupes de violons (et non deux comme il est d'usage).

## Les quatre Hymnes du couronnement

### "Zadok the Priest" (HWV258) - [Zadok le prêtre]
(dont les mots sont adaptés du chapitre premier du Premier Livre des Rois) s'ouvre par un  tour de force qu'aucun degré de familiarité ne pourrait rendre lassant. Le long ritornello, basé sur un crescendo d'arpèges des violons plaqué sur des accords richement espacés des (basses?) cordes et des bois, trace la voix à une apothéose resplendissante quand entrent en jeu les voix, en 7 groupes, conjointement aux trompettes et tambours.
Haendel n'indique aucun tempo et aucune dynamique excepté doux au commencement et fort au début du chorus, mais la musique elle-même réclame un long crescendo soutenu qui traduit un sens écrasant de l'anticipation et du suspense. Pendant trois des sections de l'hymne, le chorus joue en majorité de façon [homophone] afin que le texte s'entende clairement ; il n'y a quasiment aucun contrepoint.
Il y a peu de surprise harmonique et l'œuvre est solidement ancrée en [Ré majeur tonique] (clé dictée par les anciennes trompettes sans pistons). Ceci fait de Zadok un exemple suprême  de la capacité de Haendel de créer un exposé unique à partir de moyens simples.
Les mots de Zadok le prêtre ont été chantés à chaque couronnement depuis celui du Roi Edgar en l'an 973, et l'arrangement de Haendel l'a été à chacun d'eux à partir de 1727.
Le texte
Zadok, the Priest, and Nathan, the Prophet, anointed Solomon King;
and all the people rejoic'd, and said:
God save the King, long live the King, may the King live for ever!
Amen! Alleluja!

### "Let Thy Hand Be Strengthened" (HWV259) - [Que ta main soit affermie]
Let Thy Hand Be Strengthened (HWV 259) a probablement été composé entre le 9 septembre et le 11 octobre 1727.
Son texte provient du Psaume 89, versets 13-14.
L’anthem est divisé en trois parties : un début enlevé et joyeux en sol majeur, une section médiane mélancolique et lente en mi mineur et un Alleluia final jubilatoire revenu à la tonalité  de sol majeur.
Le texte
Let thy hand be strengthened and thy right hand be exalted.
Let justice and judgment be the preparation of thy seat!
Let mercy and truth go before thy face.
Let justice, judgment, mercy and truth go before thy face.
Allelujah.

### "The King Shall Rejoice" (HWV260) - [Le roi se réjouira]
Reprend un texte du psaume 21. Haendel plaça chacune des quatre phrases et l’Alléluia final dans des sections musicales séparées.
Le premier mouvement, plein d'une pompe festive et du scintillement des fanfares avec un long ritornello d'introduction, utilise la pleine force du chœur et de l'orchestre.
Le deuxième mouvement, sans trompettes ni tambours, est joué sur un trois temps cadencé et il engage les sections de cordes les plus hautes et les plus basses dans un échange espiègle et s'exprimant par tiers dans un entraînant triolet montant. Le chœur n'entre en jeu que dans 4 parties (excessivement heureuses), puis il s'étend en de longues successions de notes étrangères sur les mots thy salvation (ton secours).
Le bref déchaînement du triomphal troisième mouvement, avec son extraordinaire surprise harmonique, le relie directement au quatrième.
Celui-ci est à nouveau un trois temps mais son contrepoint est plus celui d'une fugue et Haendel construit la passion en ajoutant des instruments progressivement : d'abord les cordes, puis les hautbois et enfin les trompettes et les tambours.
Le mouvement final est une double fugue exubérante (une fugue avec deux mélodies simultanées se mesurant l'une à l'autre dès le début) qui donne au morceau une conclusion magnifiquement grande et raffinée qui, exécutée au moment précis du couronnement durant la cérémonie réelle, s'y assortit parfaitement.
Le texte
The King shall rejoice in thy strength, O Lord.
Exceeding glad shall he be of thy salvation.
Glory and great worship hast thou laid upon him.
Thou hast prevented him with the blessings of goodness
and hast set a crown of pure gold upon his head.
Allelujah.

### "My Heart Is Inditing" (HWV261) - [Mon cœur compose]
Cette pièce est une adaptation abrégée de versets du Psaume 45 et de Isaïe 49. C'est un texte qui fut développé par Henry Purcell pour le couronnement de 1685. En 1727, il fut chanté à la fin du service pour le couronnement de la reine Caroline, les adaptations de Haendel renvoyant à des mots plus appropriés à une reine.
La musique se caractérise par un air plus raffiné et plus distingué que les autres hymnes, et aurait pu être aussi approprié pour le couronnement de la reine.
L'ouverture du premier mouvement, plutôt qu'une fanfare de trompettes flamboyantes, est un andante à trois temps et la première section est entamée par des solistes (à l'origine 2 chanteurs de chaque groupe afin qu'ils s'équilibrent sur la largeur de l'orchestre) avant que l'ensemble du chœur n'entre en jeu.
La deuxième section, également un élégant andante, propose une charmante ligne de basse se propageant dans l'orchestre,
et la mélodie commence par une longue note suivie d'un rythme pointillé désinvolte, rythmant les mots "Kings' daughters" (les filles des rois).
Le troisième mouvement est encore une fois un andante qui maintient cet air de grâce et de féminité jusqu'à ce que le rythme pointillé joyeux réapparaisse sur les mots "and the King shall have pleasure".
Haendel arrive à maintenir son allegro jusqu'à la fin, et l'orchestre commence le mouvement final par un virtuoso ritornello brillant avant que les chœurs n'entrent avec toute la pompe cérémonieuse des autres hymnes. Haendel garde ses trompettes en réserve jusqu'à la toute fin où elles ajoutent une autre dimension triomphale au finale.
Le texte
My heart is inditing of a good matter:
I speak of the things which I have made unto the King.
Kings daughters were among thy honourable women
Upon thy right hand did stand the Queen in vesture of gold
and the King shall have pleasure in thy beauty.
Kings shall be thy nursing fathers
and queens thy nursing mothers.

## Discographie
- Coronation Anthems, Silete venti - Tallis Chamber Choir & Royal Academy Consort, dir. Jeremy Summerly - Naxos 2002 (OCLC 1044240088)